# Leandro Domingues
Leandro Domingues Barbosa, mais conhecido como Leandro Domingues (Vitória da Conquista, 24 de agosto de 1983 – Salvador, 1 de abril de 2025), foi um futebolista brasileiro que atuava como meia.
Era irmão do também futebolista Kleiton Domingues.

## Carreira

### Começo no Vitória
Chegou às categorias de base do Vitória em 1995, sendo promovido ao time principal em 2001, disputando apenas algumas partidas nesse ano e no ano seguinte.
Em 2003, chegou a ter uma rotina de jogos maior, mas ainda como reserva, assim como em 2004 e 2005, quando o rubro-negro baiano foi rebaixado às Séries B e C consecutivamente.
Na Série C, em 2006, viveu seu auge no Leão, sendo vice-artilheiro da competição, mesmo jogando como meia, e ajudando o time a ascender à Série B do ano seguinte, sendo inclusive homenageado pela diretoria como principal responsável pelo acesso.

### Cruzeiro, Fluminense e novas passagens no Leão
Como o clube de Salvador precisava rapidamente pagar dívidas deixadas pela gestão anterior, Leandro foi vendido ao Cruzeiro ao fim da competição. Em maio de 2008, após desentendimentos com o técnico Adílson Batista, retornou ao Vitória, agora por empréstimo até o final daquele ano.
No início de 2009, ainda teve uma rápida passagem pelo Fluminense, também por empréstimo, em troca de Soares. Sendo pouquíssimo aproveitado no clube carioca, em 15 de abril de 2009, retornou ao Vitória, mais uma vez por empréstimo. No Brasileirão 2009, Leandro conseguiu mostrar seu bom futebol e ajudou o time baiano a lutar pela vaga na Libertadores no primeiro turno da competição. Muito cotado para a Bola de Prata como melhor meia do certame, acabou caindo de rendimento devido à problemas disciplinares.

### Ídolo no Japão
Ao fim do empréstimo ao Vitória, em dezembro de 2009, o jogador ficou sem clube, já que o Cruzeiro não demonstrou interesse no jogador. No começo de 2010, assinou com o japonês Kashiwa Reysol para a temporada. No clube japonês, foi o artilheiro e líder de assistências no certame nacional da segunda divisão, levando sua equipe ao título da competição e consequente acesso à elite do futebol do país.
Na primeira divisão, o Kashiwa surpreendeu, fazendo campanha bastante regular, mantendo-se na liderança praticamente durante todo o ano e garantindo o inédito título japonês no dia 3 de dezembro. Domingues novamente terminou o campeonato como o artilheiro do time e líder de assistências. Foi eleito ainda o jogador do ano no Japão.
No Mundial de Clubes de 2011, marcou o gol do empate em 1–1 com o Monterrey nas quartas-de-final do torneio, assim levando a partida para a disputa de pênaltis, na qual o time japonês triunfou por 4–3, tendo Domingues convertido a sua cobrança. Porém, contra o Santos, com uma derrota por 3–1, o Kashiwa sucumbiu à força brasileira e ficou fora da final, que seria vencida pelo Barcelona.
Em 2014, acertou com outro clube japonês, o Nagoya Grampus.

### Retorno ao Vitória
No início de 2016, acertou seu retorno ao Vitória num contrato válido por quatro meses. Após a conquista do Campeonato Baiano, a diretoria do rubro-negro estendeu o vinculo com o atleta até o final do ano, buscando reforçar o elenco para a disputa do Campeonato Brasileiro. Chegou a fazer boas partidas, como na vitória por 3–2 sobre o Corinthians no Barradão, em que marcou um dos gols e deu uma assistência, no entanto, muito prejudicado por lesões, não conseguiu se firmar como titular e foi dispensado pelo clube ao final da temporada.

## Morte
Em 1.º de abril de 2025, Domingues faleceu devido a um câncer no testículo, aos 41 anos.

## Títulos
Vitória
- Campeonato Baiano: 2002, 2003, 2004, 2005, 2009, 2016

Cruzeiro
- Campeonato Mineiro: 2008

Kashiwa Reysol
- Campeonato Japonês - Segunda Divisão: 2010
- Campeonato Japonês: 2011
- Supercopa do Japão: 2012
- Copa do Imperador:  2012, 2013
- Copa da Liga Japonesa: 2013

### Prêmios individuais
- Melhor jogador do Campeonato Japonês: 2011
- Vice-artilheiro da Série C: 2006